# Hannes Ocik
Hannes Ocik (Schwerin, 8 de junio de 1991) es un deportista alemán que compite en remo.
Participó en dos Juegos Olímpicos de Verano, obteniendo dos medallas de plata, en Río de Janeiro 2016 y Tokio 2020, ambas en la prueba de ocho con timonel.
Ganó cinco medallas en el Campeonato Mundial de Remo entre los años 2013 y 2019, y ocho medallas en el Campeonato Europeo de Remo entre los años 2013 y 2024.

## Palmarés internacional
| Juegos Olímpicos   | Juegos Olímpicos          | Juegos Olímpicos | Juegos Olímpicos |
| Año                | Lugar                     | Medalla          | Prueba           |
| ------------------ | ------------------------- | ---------------- | ---------------- |
| 2016               | Río de Janeiro (Brasil)   | Medalla de plata | Ocho con timonel |
| 2020               | Tokio (Japón)             | Medalla de plata | Ocho con timonel |
| Campeonato Mundial |                           |                  |                  |
| Año                | Lugar                     | Medalla          | Prueba           |
| 2013               | Chungju (Corea del Sur)   | Medalla de plata | Ocho con timonel |
| 2015               | Aiguebelette (Francia)    | Medalla de plata | Ocho con timonel |
| 2017               | Sarasota (Estados Unidos) | Medalla de oro   | Ocho con timonel |
| 2018               | Plovdiv (Bulgaria)        | Medalla de oro   | Ocho con timonel |
| 2019               | Ottensheim (Austria)      | Medalla de oro   | Ocho con timonel |
| Campeonato Europeo |                           |                  |                  |
| Año                | Lugar                     | Medalla          | Prueba           |
| 2013               | Sevilla (España)          | Medalla de oro   | Ocho con timonel |
| 2015               | Poznań (Polonia)          | Medalla de oro   | Ocho con timonel |
| 2016               | Brandeburgo (Alemania)    | Medalla de oro   | Ocho con timonel |
| 2017               | Račice (República Checa)  | Medalla de oro   | Ocho con timonel |
| 2018               | Glasgow (Reino Unido)     | Medalla de oro   | Ocho con timonel |
| 2019               | Lucerna (Suiza)           | Medalla de oro   | Ocho con timonel |
| 2020               | Poznań (Polonia)          | Medalla de oro   | Ocho con timonel |
| 2024               | Szeged (Hungría)          | Medalla de plata | Ocho con timonel |